# Tour du Haut-Var 2016
Die 48. Tour du Haut-Var 2016 ist ein Etappenrennen in Frankreich und fand am 20. bis zum 21. Februar 2016 statt. Sie war Teil der UCI Europe Tour 2016 und dort in der Kategorie 2.1 eingestuft.

## Teilnehmende Mannschaften
| WorldTeams (8)- AG2R La Mondiale - BMC Racing Team - Cannondale - Etixx-Quick Step - FDJ - Katusha - Lampre-Merida - Movistar Team Professional Continental Teams (6)- Androni Giocattoli-Sidermec - Cofidis, Solutions Crédits - Delko-Marseille Provence-KTM - Direct Énergie - Fortuneo-Vital Concept - Wanty-Groupe Gobert Continental Teams (5)- Armée de terre - HP BTP-Auber 93 - Roubaix Métropole européenne de Lille - Verandas Willems - Wallonie Bruxelles-Group Protect |
| |

## Etappen
| Etappe    | Datum    | Etappenorte                             | type            | Länge (km) | Etappensieger     | Gesamtführender   |
| --------- | -------- | --------------------------------------- | --------------- | ---------- | ----------------- | ----------------- |
| 1. Etappe | 20. Feb. | Le Cannet-des-Maures – Bagnols-en-Forêt | Hügelige Etappe | 153        | Tom-Jelte Slagter | Tom-Jelte Slagter |
| 2. Etappe | 21. Feb. | Draguignan – Draguignan                 | Hügelige Etappe | 206,8      | Arthur Vichot     | Arthur Vichot     |

## Wertungsübersicht
| Etappe         | Etappensieger     | Gesamtwertung     | Punktewertung     | Bergwertung      | Nachwuchswertung | Teamwertung   |
| -------------- | ----------------- | ----------------- | ----------------- | ---------------- | ---------------- | ------------- |
| 1              | Tom-Jelte Slagter | Tom-Jelte Slagter | Tom-Jelte Slagter | Lilian Calmejane | Petr Vakoč       | Movistar Team |
| 2              | Arthur Vichot     | Arthur Vichot     | Arthur Vichot     | Ben Gastauer     | Petr Vakoč       | Movistar Team |
| Wertungssieger | Wertungssieger    | Arthur Vichot     | Arthur Vichot     | Ben Gastauer     | Petr Vakoč       | Movistar Team |